# Michele Papandrea
Michele Papandrea (Nuoro, 15 settembre 1881 – Col d'Echele, 28 gennaio 1918) è stato un politico e militare italiano caduto nella battaglia dei Tre Monti.

## Biografia
Michele Fortunato Felice Papandrea noto Felezze, nacque da Giuseppe (guardia carceraria, originario della Calabria) e da Litterina Livolsi . Amico di Attilio Deffenu e di Sebastiano Satta.Uomo di indole antimilitarista e pacifista, fu poeta e autore di un'opera in rima:
«Nel caso di legittima difesa
È lecito ad ognun l'armi imparare;
Con fiamma d'amor patrio sempre accesa
Noi pure la sapremmo all'uopo usare
Pur denigrando qualsivoglia impresa
Mossa dalla smargiassa militare,
Perché dai ben pensanti è stato scritto
Che la guerra voluta è un gran delitto.»
Fu eletto sindaco di Nuoro alle elezioni amministrative del 1914. Durante il suo mandato, concluse l'accordo con Franceschino Guiso Gallisai per la fornitura dell'energia elettrica che permise l'accensione dell'illuminazione pubblica della città (1 maggio 1915).
Il 22 maggio 1915 risultò chiamato alle armi, ma venne dispensato in virtù della carica di sindaco. Due mesi dopo, il 10 luglio, volontariamente rinunciò alla dispensa e si arruolò nell'esercito. Sottotenente del 152º Reggimento di Fanteria "Sassari"  della Brigata Sassari, morì in combattimento nella prima Battaglia dei Tre Monti, a Col d'Echele, dove fu sepolto.
La casa di famiglia, di inizio Ottocento, conosciuta col nome di Casa Papandrea, situata in via Brofferio, nel centro storico di Nuoro, a seguito di un accurato restauro filologico, ha trovato una destinazione museale chiamata Spazio Ilisso.

## Riconoscimenti
- Per il valore dimostrato in battaglia gli fu conferito il diploma d'onore alla memoria[12] e la medaglia d'argento al valor militare[13] con la seguente motivazione:

"Con altissimo sentimento del dovere, preparava i suoi uomini riuscendo a trasfondere tutta la sua fede e il suo entusiasmo. Al momento dell'assalto, trascinando ed incitando i dipendenti, giungeva primo alla posizione, affrontando risolutamente i difensori che catturava. Incontrava poi morte gloriosa. Col d'Echele, 28 gennaio 1918"
- Il suo nome è presente nella lapide situata sulla facciata della costruzione che ospita La Guardia di Finanza di Nuoro (edificio storico, ex "Casa del Fascio") Archiviato il 6 novembre 2020 in Internet Archive. assieme agli altri 136 nuoresi caduti nella Prima Guerra Mondiale.
- Nel centro di Nuoro gli è stata intitolata una via.
- Nel 2016 il Comune di Nuoro ha promosso un convegno per rinverdirne la memoria.[15]